# Lingula rostrum
Lingula rostrum är en armfotingsart som först beskrevs av Shaw 1798.  Lingula rostrum ingår i släktet Lingula och familjen Lingulidae. Inga underarter finns listade i Catalogue of Life.